# Andrzej Torbus
Andrzej Torbus – polski prawnik, radca prawny, mediator, doktor habilitowany nauk prawnych, profesor nadzwyczajny Uniwersytetu Śląskiego, specjalista w zakresie prawa postępowania cywilnego.

## Życiorys
W 1990 ukończył studia na kierunku historia w Instytucie Historii Wydziału Nauk Społecznych Uniwersytetu Śląskiego, a w 1991 został absolwentem prawa na Wydziale Prawa i Administracji Uniwersytetu Śląskiego. Na drugim z wydziałów 1999 na podstawie napisanej pod kierunkiem Kazimierza Korzana rozprawy pt. Potrącenie wierzytelności zgłoszonej do postępowania upadłościowego otrzymał stopień naukowy doktora nauk prawnych w zakresie prawa, specjalność: postępowanie cywilne. Tam też w 2013 na podstawie dorobku naukowego oraz rozprawy pt. Umowa jurysdykcyjna w systemie międzynarodowego postępowania cywilnego uzyskał stopień doktora habilitowanego nauk prawnych w zakresie prawa. Został profesorem nadzwyczajnym na Wydziale Prawa i Administracji Uniwersytetu Śląskiego w Katowicach i pełni tam funkcję kierownika Katedry Prawa Cywilnego. Kieruje Ośrodkiem Mediacji powołanym na Wydziale Prawa i Administracji Uniwersytetu Śląskiego. Został radcą prawnym.